# Taras Bulba (film 1962)
Taras Bulba – amerykańsko-jugosłowiański film historyczny z 1962 roku w reżyserii J. Lee Thompsona, zrealizowany na podstawie powieści pod tym samym tytułem autorstwa Nikołaja Gogola. Zdjęcia kręcono w Argentynie (Salta) oraz w Kalifornii.

## Obsada
- Yul Brynner jako Taras Bulba
- Tony Curtis jako Andrei Bulba
- Perry Lopez jako Ostap Bulba
- Ron Weyand jako Tymoshevsky
- Sam Wanamaker jako Filipenko
- Richard Rust jako Kapitan Alex
- Mickey Finn jako Korzh
- Abraham Sofaer jako Abbot
- Daniel Ocko jako Ivan Mykola
- Vladimir Sokoloff jako Stary Stepan
- Ilka Windish jako Sofia Bulba
- George Macready jako Komendant
- Guy Rolfe jako Książę Grigory
- Brad Dexter jako Shilo
- Christine Kaufmann jako Natalia Dubrov
- Vitina Marcus jako Cygańska księżniczka